# CZ 700
CZ 700 — чешская снайперская винтовка, выпускающаяся на предприятии Чешска Зброевка — Ухерский Брод.
Для стрельбы из снайперской винтовки применяются винтовочные патроны калибра 7,62×51 мм NATO. Технически представляет собой 10 зарядную винтовку с продольно-скользящим поворотным затвором. Подача патронов при стрельбе производится из коробчатого магазина ёмкостью на 10 патронов.
Винтовка комплектуется оптическим прицелом.

## Варианты и модификации
- CZ 700M1